# R. Kan Albay
R. Kan Albay (Antwerpen, 1 september 1975) is een Vlaamse regisseur en acteur van Turkse origine.

## Biografie
Albay speelde in de tv-serie Emma in 2006 als de norse huisbaas Osman Karaca.
Hij debuteerde als filmacteur in 2005 als Kahn in het drama Toothpick.
Hij speelde onder meer van 2006 tot en met 2011 in verscheidene televisiereeksen Neveneffecten,
maar daarnaast ook in films als Coma, Zot van A en Gangstas hell.
In 2010 vertolkte hij in Jan Verheyen's politiethriller Dossier K. de rol van Shehu Ramiz, een Albanese gangsterbaas. Hiervoor werd hij genomineerd voor de Vlaamse filmprijzen en won hij de Silverhorse Award als beste mannelijke acteur.
Naast film en televisie is Albay ook te zien in reclamespots.
Albay spreekt vloeiend Nederlands, Engels en Turks.

## Filmografie

### Als regisseur
Korte films:
- Son Care (1996)
- De Ontmoeting (1997)
- De vijfde gevel (1999)
- Smoutpot (1999)
- Imkansiz ask/Onmogelijke Liefde (2000)

Films:
- Toothpick, misdaadfilm (2002)
- The Flemish Vampire, horror (2006-2007)
- Gangsta's Hell, actie (2007)
- Coma, drama (2008)
- Genadeloos, drama (2010)
- Bingo, komedie (2013)
- Marina, drama (2013)
- Flemish Snuff, misdaadthriller (2014)
- Isra en het magische boek, familiefilm/avontuur (2016)*

### Als acteur
- Emma, tv-reeks (2007), als Osman Karaca
- Toothpick, misdaadfilm (2002), als Kahn
- Coma, drama (2008), als Osman Engin
- Neveneffecten, komedie (2008), als Turkse vader
- Witse, drama (2009), als vader Tezcan
- Dossier K., actiethriller (2009), als Shehu Ramiz
- Thuis, drama (2010), als Selcan de pooier
- Zone Stad, drama (2011), als Pedro Taeymans
- Aspe, drama (2012), als Ali Silva
- Vermist, drama (2014), als Erol Tas
- Bowling Balls (2014), als Vladdi
- Familie, tv-reeks (2015), als Angelo
- Zonder Afspraak (2023), als Ahmed
- De Familie Claus 3 (2022), als Pablo